# 임주환
임주환(林周煥, 1982년 5월 18일 ~ )은 대한민국의 배우, 모델이다.

## 생애
1982년 5월 18일에 1남 1녀 중 첫째로 출생했다. 2003년 리복 광고모델을 통해 데뷔하였고 동년 MBC 청춘 시트콤 《논스톱 3》를 통해 배우로 데뷔하였다.
대표 작품 중 드라마로는 2006년 KBS 2TV 월화 미니시리즈 《눈의 여왕》, 2008년 KBS 2TV 월화 드라마 《싱글파파는 열애중》, 2009년 MBC 여름 특선 드라마 《탐나는도다》, 2011년 매일방송 뮤지컬 서바이벌 《왓츠업》, 2013년 SBS 일일 드라마 《못난이 주의보》, 2015년 MBC 월화 특별기획 《빛나거나 미치거나》·TvN 금토 드라마 《오 나의 귀신님》, 2016년 KBS 2TV 특별기획 드라마 《함부로 애틋하게》, 2017년 TvN 월화 드라마 《하백의 신부 2017》, 2019년 MBC 주말 특별기획 《이몽》·TvN 월화 드라마 《위대한 쇼》, 2020년 MBC 수목 드라마 《더 게임: 0시를 향하여》·MBC 수목 미니시리즈 《나를 사랑한 스파이》, 2022년 KBS 2TV 주말 드라마 《삼남매가 용감하게》 등이 있고 영화로는 2008년 《쌍화점》, 2011년 《수상한 고객들》 등이 있다.

## 학력
- 1998년 ~ 2001년 영훈고등학교
- 2001년 ~ 2005년 대진대학교 연극영화학과 학사
- 2005년 ~ 2007년 대진대학교 대학원 연극영화학과 석사

## 병역
- 2011년 ~ 2013년 대한민국 국군 국방홍보원 홍보지원대 병장 전역

## 출연 작품

### 드라마
| 연도 | 방송사  | 제목                                                      | 역할               | 비고      |
| ---- | ------- | --------------------------------------------------------- | ------------------ | --------- |
| 2004 | SBS     | 특별기획 《매직》                                         | 차강재의 아는 동생 | 16부작    |
| 2005 | KBS 2TV | 일일 아침 드라마 《걱정하지마》                           | 이현준             | 156부작   |
| 2005 | KBS 2TV | 월화 미니시리즈 《이 죽일 놈의 사랑》                     | 차은석의 상대 배우 | 16부작    |
| 2006 | KBS 2TV | 단막극 《KBS 드라마시티 - 도시 괴담, 무섭지 않은 이야기》 | 윤현수             | 1부작     |
| 2006 | KBS 2TV | 월화 미니시리즈 《눈의 여왕》                             | 서건우             | 16부작    |
| 2007 | KBS 2TV | 설날 특집극 《심청의 귀환》                               | 이홍               | 2부작     |
| 2007 | KBS 2TV | 단막극 《KBS 드라마시티 - 순결한 순이》                   | 박준수             | 1부작     |
| 2007 | MBC     | 시즌 드라마 《옥션하우스》                                | 지운               | 특별 출연 |
| 2008 | KBS 2TV | 월화 드라마 《싱글파파는 열애중》                         | 민현기             | 16부작    |
| 2008 | MBC     | 수목 미니시리즈 《종합병원 2》                            | 이민수             | 특별 출연 |
| 2009 | KBS 2TV | 월화 미니시리즈 《꽃보다 남자》                           | 소일현             | 특별 출연 |
| 2009 | MBC     | 여름 특선 드라마 《탐나는도다》                           | 박규               | 16부작    |
| 2010 | MBC     | 2부작 특집 드라마 《된장 군과 낫토 짱의 결혼 전쟁》       | 김대천             | 2부작     |
| 2011 | MBN     | 뮤지컬 서바이벌 《왓츠업》                                | 장재헌             | 20부작    |
| 2012 | 국방TV  | 밀리터리 HD 드라마 《행군》                               | 공기찬             | 5부작     |
| 2013 | SBS     | 일일 드라마 《못난이 주의보》                             | 공준수             | 133부작   |
| 2014 | MBC     | 단막극 《MBC 드라마 페스티벌 - 형영당 일기》              | 김상연             | 1부작     |
| 2015 | MBC     | 월화 특별기획 《빛나거나 미치거나》                       | 왕욱               | 24부작    |
| 2015 | TvN     | 금토 드라마 《오 나의 귀신님》                            | 최성재             | 16부작    |
| 2016 | KBS 2TV | 특별기획 드라마 《함부로 애틋하게》                       | 최지태             | 20부작    |
| 2017 | TvN     | 월화 드라마 《하백의 신부 2017》                          | 신후예             | 16부작    |
| 2018 | KBS 2TV | 단막극 《KBS 드라마 스페셜 - 이토록 오랜 이별》           | 배상희             | 1부작     |
| 2019 | MBC     | 주말 특별기획 《이몽》                                    | 후쿠다 사부로      | 40부작    |
| 2019 | TvN     | 월화 드라마 《위대한 쇼》                                 | 강준호             | 16부작    |
| 2020 | MBC     | 수목 드라마 《더 게임: 0시를 향하여》                     | 구도경 / 조현우    | 32부작    |
| 2020 | MBC     | 수목 미니시리즈 《나를 사랑한 스파이》                    | 데릭 현            | 16부작    |
| 2022 | KBS 2TV | 주말 드라마 《삼남매가 용감하게》                         | 이상준             | 51부작    |

### 시트콤
| 연도 | 방송사 | 제목                     | 역할     | 비고    |
| ---- | ------ | ------------------------ | -------- | ------- |
| 2003 | MBC    | 청춘 시트콤 《논스톱 3》 | 소개팅남 | 301부작 |

### 영화
| 연도 | 제목                   | 역할                      | 감독   | 비고             |
| ---- | ---------------------- | ------------------------- | ------ | ---------------- |
| 2006 | 《백만장자의 첫사랑》  | 승준                      | 김태균 |                  |
| 2006 | 《아랑》               | 어린 이현기 (이동욱 아역) | 안상훈 |                  |
| 2007 | 《M》                  | 엄브렐라맨                | 이명세 | 특별 출연        |
| 2008 | 《도레미파솔라시도》   | 윤재광                    | 강건향 |                  |
| 2008 | 《쌍화점》             | 한백                      | 유하   |                  |
| 2011 | 《수상한 고객들》      | 김영탁                    | 조진모 |                  |
| 2014 | 《기술자들》           | 이주환 실장               | 김홍선 | 본작의 중간 보스 |
| 2016 | 《브로커》             | 한성호                    | 김홍선 |                  |
| 2017 | 《사랑하기 때문에》    | 찬영                      | 주지홍 |                  |
| 2021 | 《비와 당신의 이야기》 | 영호의 형                 | 조진모 |                  |
| 2022 | 《늑대사냥》           | 표 이사                   | 김홍선 |                  |

### 연극
| 연도 | 제목                       | 역할   | 기간                  | 장소                       | 비고 |
| ---- | -------------------------- | ------ | --------------------- | -------------------------- | ---- |
| 2021 | 《욕망이라는 이름의 전차》 | 스탠리 | 2021.10.08~2021.11.21 | 홍익대학교 대학로 아트센터 |      |

### 예능
| 연도 | 방송사  | 제목                                      | 역할   | 기간                   | 비고 |
| ---- | ------- | ----------------------------------------- | ------ | ---------------------- | ---- |
| 2006 | SBS     | 《실제상황 토요일 - 리얼로망스 연애편지》 | 게스트 | 2006.07.08~2006.07.29  |      |
| 2012 | 국방TV  | 《뮤직타운》                              | MC     |                        |      |
| 2012 | 국방TV  | 《위문열차》                              | MC     |                        |      |
| 2014 | SBS     | 《일요일이 좋다 - 런닝맨》                | 게스트 | 2014.04.06~2014.05.04  |      |
| 2015 | 채널CGV | 《나도 영화 감독이다》                    | 출연자 | 2015.06.11~2015.07.02  |      |
| 2015 | SBS     | 《일요일이 좋다 - 런닝맨》                | 게스트 | 2015.06.14             |      |
| 2015 | SBS     | 《일요일이 좋다 - 런닝맨》                | 게스트 | 2015.09.27             |      |
| 2015 | 채널CGV | 《무비 스토커》                           | 게스트 | 2015.09.30             |      |
| 2016 | KBS 2TV | 《대국민 토크쇼 안녕하세요》              | 게스트 | 2016.08.22             |      |
| 2018 | KBS 2TV | 《해피선데이 - 1박 2일》                  | 게스트 | 2018.07.21~2018.08.05  |      |
| 2022 | TvN     | 《어쩌다 사장 2》                         | 게스트 | 2022.02.17~2022.03.31  |      |
| 2022 | MBC     | 《나 혼자 산다》                          | 게스트 | 2022.10.28             |      |
| 2023 | TvN     | 《어쩌다사장3》                           | 알바생 | 2023.10.26~ 2023.11.23 |      |
| 2023 | TvN     | 《콩 심은 데 콩 나고 팥 심은 데 팥 난다》 | 게스트 | 2023.10.27             |      |
| 2024 | MBC     | 《심야괴담회 시즌4》                      | 괴스트 | 2024.11.10             |      |

### 뮤직비디오
| 연도 | 가수명 | 노래명           | 공동 출연 | 비고 | 출처 |
| ---- | ------ | ---------------- | --------- | ---- | ---- |
| 2004 | 더원   | 〈I Do〉         | 한가인    |      |      |
| 2007 | 신태권 | 〈Song For You〉 |           |      |      |

### 광고
| 연도 | 광고주   | 브랜드                           | 종류       | 공동 출연            | 출처 |
| ---- | -------- | -------------------------------- | ---------- | -------------------- | ---- |
| 2003 | 리복     | 리복                             | 운동복     |                      |      |
| 2003 | OB 맥주  | 카스                             | 맥주       | 강동원 이천희 조성일 |      |
| 2003 | SK텔레콤 | TTL                              | 이동 통신  |                      |      |
| 2003 | OB 맥주  | 카프리                           | 맥주       |                      |      |
| 2004 | SK텔레콤 | June                             | 이동 통신  | 이윤미               |      |
| 2006 | 에뛰드   | 에뛰드하우스 - 신데렐라 편       | 화장품     | 고아라               |      |
| 2006 | 올림푸스 | 올림푸스 뮤 750                  | 사진기     | 보아                 |      |
| 2007 | 삼성전자 | 삼성 센스 노트북                 | 랩톱       | 신민아               |      |
| 2009 | KT테크   | 에버 러브쉐이크 - 쉐이크 편      | 휴대 전화  | 서우                 |      |
| 2016 | 데상트   | 르꼬끄 골프 - 임주환 편          | 골프       | 이규한               | 보기 |
| 2016 | 데상트   | 르꼬끄 골프 - 이규한 편          | 골프       | 이규한               | 보기 |
| 2016 | 데상트   | 르꼬끄 골프 - 임주환 / 이규한 편 | 골프       | 이규한               | 보기 |
| 2024 | 정식품   | 그린비아 - 건강관리 하루영양     | 균형영양식 | 양미경,유선          |      |

## 수상 및 후보
| 연도 | 시상식                       | 부문                                     | 작품                                              | 결과 |
| ---- | ---------------------------- | ---------------------------------------- | ------------------------------------------------- | ---- |
| 2009 | 제2회 스타우트 어워드        | 스타우트 어워드                          | 빈칸                                              | 수상 |
| 2009 | 제17회 대한민국 문화연예대상 | 탤런트부문 남자 신인연기상               | 《탐나는도다》                                    | 수상 |
| 2009 | MBC 연기대상                 | 남자 신인연기상                          | 《탐나는도다》                                    | 후보 |
| 2009 | MBC 연기대상                 | 남자 인기상                              | 《탐나는도다》                                    | 후보 |
| 2009 | MBC 연기대상                 | 베스트 커플상 (with 서우)                |                                                   | 후보 |
| 2013 | SBS 연기대상                 | 뉴스타상                                 | 《못난이 주의보》                                 | 수상 |
| 2019 | 아시아 모델 어워즈           | 한국모델스타상                           | 빈칸                                              | 수상 |
| 2019 | MBC 연기대상                 | 주말 특별기획 드라마부문 남자 우수연기상 | 《이몽》                                          | 후보 |
| 2020 | MBC 연기대상                 | 수목 미니시리즈부문 남자 우수연기상      | 《나를 사랑한 스파이》, 《더 게임: 0시를 향하여》 | 수상 |
| 2022 | KBS 연기대상                 | 장편드라마 부문 남자 우수연기상          | 《삼남매가 용감하게》                             | 수상 |
| 2022 | KBS 연기대상                 | 남자 인기상                              | 《삼남매가 용감하게》                             | 후보 |
| 2022 | KBS 연기대상                 | 베스트 커플상 (with 이하나)              | 《삼남매가 용감하게》                             | 후보 |